# Kunden (Kota Blora)
Kunden is een bestuurslaag in het regentschap Blora van de provincie Midden-Java, Indonesië. Kunden telt 3368 inwoners (volkstelling 2010).